# عامل تأكيد السلامة

## المصطلح العام
عامل تأكيدالسلامة عامل سلامة معينة هي نسبة من جرعة قاتلة إلى 1٪ من عدد السكان إلى الجرعة الفعالة إلى 99٪ من السكان(LD1/ED99).
هذا هو أفضل مؤشر سلامة من LD 50 للمواد التي لها آثار مرغوب فيه وغير مرغوب فيه، لأنه من العوامل في نهايات الطيف حيث جرعات قد تكون ضرورية لإنتاج رد فعل في شخص واحد ولكن يمكن، في نفس الجرعة يكون، قاتلة في بلد آخر.
{\displaystyle {\mbox{Certain safety factor}}={\frac {\mathrm {LD} _{1}}{\mathrm {ED} _{99}}}}